# Abraham Gancwajch
 (mai 2016).
Si vous disposez d'ouvrages ou d'articles de référence ou si vous connaissez des sites web de qualité traitant du thème abordé ici, merci de compléter l'article en donnant les références utiles à sa vérifiabilité et en les liant à la section « Notes et références ».
Abraham Gancwajch (né vers 1902 et probablement tué en 1943 à Varsovie) était un Juif polonais connu pour sa collaboration active avec les nazis dans le ghetto de Varsovie, dont il fut un pivot central de la vie souterraine.

## Biographie
Abraham Gancwajch est né à Częstochowa en Pologne russe. Il passa sa jeunesse comme journaliste et rédacteur en chef à Łódź, et quitta la Pologne pour Vienne en Autriche, où il fut aussi journaliste (contributeur à Gerechtigkeit [Justice], édité par Irene Harand). Il fut expulsé de Vienne au milieu des années 1930 (1936-1938) et retourna en Pologne.
Avant la guerre, il était devenu enseignant et journaliste sioniste connu pour ses positions anti-nazies. Il était aussi connu comme excellent orateur et leader de Hashomer Hatzair (mouvement de jeunesse socialiste-sioniste).
Après l'invasion de la Pologne, Gancwajch réapparut à Varsovie comme réfugié de Łódź et se lia au Sicherheitspolizei, devenant un collaborateur nazi. En décembre 1940, il fonda le réseau Groupe 13, une organisation juive de collaboration dans le ghetto de Varsovie, décrite comme la « Gestapo juive. »
Gancwajch pensait que les Allemands allaient gagner la guerre et que les Juifs devaient servir les Allemands s'ils voulaient survivre, il prônait donc la collaboration avec les conquérants allemands. Il était aussi un militant pour la création d'un endroit autonome de colonisation pour les Juifs sous la protection du Troisième Reich dans un pays d'outre-mer. Adam Czerniakow, que Gancwajch a tenté d'acheter comme chef du Judenrat, le décrivait comme une « affreuse et méprisable créature. ». Janusz Korczak, qui dirigeait un orphelinat dans le ghetto, à qui on demanda un jour pourquoi il était en relation avec lui répondit : « je verrai le diable en personne pour sauver mes enfants. »
Dans le ghetto, Gancwajch avait une vie confortable, extorquant des sommes considérables par divers moyens. En même temps, pour sauver les apparences, il faisait la charité aux pauvres et aux artistes. Néanmoins, ses initiatives étaient quasiment toujours intéressées. Il mit ainsi en place un hôpital, qui devint vite un réseau d'espionnage du Groupe 13 et un réseau de racket (utilisé officiellement pour combattre le marché noir dans le ghetto).
Après que la majorité du Groupe 13 fut éliminé par les Nazis, Gancwajch réapparut en dehors du ghetto du côté aryen de Varsovie, où lui et d'autres membres du groupe, se faisant passer pour des combattants juifs clandestins, chassaient les Polonais vivant dans la clandestinité ou protégeant des Juifs. Il était leader de l'organisation juive financée par la Gestapo Żagiew. Il est aussi connu pour avoir tenté de saboter la révolte du Ghetto de Varsovie.
Son sort ultérieur demeure un mystère. Selon certaines sources, il fut tué avec sa famille à Pawiak à Varsovie, au printemps 1943, des rumeurs considèrent qu'il a survécu à la guerre et rejoint le NKVD ou bien émigré en Israël.
La Żydowska Organizacja Bojowa (Organisation juive de combat) l'a condamné à mort, mais ne réussit jamais à l'exécuter. 
Les opinions à propos de Gancwajch dans le ghetto étaient divergentes : certains le voyaient comme un traitre, d'autres comme une personne cherchant à tromper les Allemands et aider les Juifs. Les dernières recherches concluent unanimement qu'il était un collaborateur motivé par des intérêts personnels et idéologiques.